# Kurt Hans Nadelmann
Kurt Hans Nadelmann (geboren 4. Mai 1900 in Berlin; gestorben 26. Januar 1984 in Cambridge (Massachusetts)) war ein US-amerikanischer Rechtswissenschaftler. 

## Leben
Kurt Hans Nadelmann war ein Sohn eines Kaufmanns und Handelsgerichtsrats. Er besuchte das Mommsen-Gymnasium in Charlottenburg. Er studierte Rechtswissenschaften in Freiburg und Berlin und wurde 1921 an der Universität Freiburg im Breisgau promoviert. Nach dem Referendariat in Berlin 
wurde er 1926 Richter am Amtsgericht Fürstenwalde und ging dann nach Berlin. Nach der Machtergreifung der Nationalsozialisten wurde er wegen seiner jüdischen Herkunft als Beamter entlassen. Nadelmann emigrierte nach Frankreich, erwarb 1934 das Licence de droit und arbeitete als Anwalt in einer Kanzlei für Handelsrecht und Konkursangelegenheiten in Versailles. Er schrieb Artikel für die Annales de droit commercial français, étranger et international und ging mit dessen Herausgeber Jean Percerou 1937 nach Den Haag zur zweiten Internationalen Konferenz für Rechtsvergleichung. 
Bei Kriegsausbruch 1939 wurde Nadelmann in Frankreich als feindlicher Ausländer interniert. Ihm gelang im Juni 1941 die Ausreise in die USA. Er arbeitete dort zum Konkursrecht und lehrte ab 1947 als Assistenzprofessor an der University of Pennsylvania und ab 1949 als Honorarprofessor an der New York University School of Law. 1961 wurde er Research Scholar an der Harvard University School of Law und 1965 Mitglied der Fakultät. Nadelmann war auch als Berater in der Gesetzgebung der USA tätig. 1964 war er Mitglied der US-amerikanischen Delegation bei der Haager Konferenz für Internationales Privatrecht, bei der Fragen zur Vereinheitlichung des Handelsrechts bearbeitet wurden.

## Schriften (Auswahl)
- Conflict of laws : international and interstate ; selected essays. With a foreword and introductory essays by David F. Cavers, Arthur T. von Mehren and Donald T. Trautman. Den Haag : Nijhoff, 1972 ISBN 90-247-1212-2